# Марк Гейґер
Марк Гейґер (англ. Mark Hager, 28 квітня 1964) — австралійський хокеїст на траві.
Бронзовий призер Олімпійських Ігор 1996 року, учасник 1988 року.